# Vườn quốc gia Biogradska Gora
Vườn quốc gia Biogradska Gora là một khu rừng và vườn quốc gia nằm ở Kolašin, khu tự quản Kolašin, Montenegro. Nó được UNESCO công nhận là Khu dự trữ sinh quyển thế giới, và là một trong ba khu rừng nguyên sinh lớn cuối cùng ở châu Âu. Cảnh quan tự nhiên của nó gồm những rặng núi, hồ băng và rừng ôn đới.

## Vị trí
Vườn quốc gia nằm trên khu vực dãy núi Bjelasica ở miền trung của Montenegro, giữa hai con sông Tara và Lim, được bao quanh bởi ba thị trấn là Kolašin, Berane và Mojkovac.

## Mô tả
Với diện tích 54 km², các yếu tố tự nhiên của vườn quốc gia này bao gồm rừng nguyên sinh, các sườn núi lớn với đỉnh trên 2.000 mét, sáu hồ băng trong đó có 5 hồ ở độ cao 1.820 mét, còn lại là hồ Biograd nằm ở ngay lối vào của vườn quốc gia.